# How You Gonna See Me Now
How You Gonna See Me Now is een nummer van de Amerikaanse zanger Alice Cooper. Het nummer verscheen op zijn album From the Inside uit 1978. Op 9 oktober van dat jaar werd het nummer uitgebracht als de eerste single van het album in de Verenigde Staten en Canada. Europa volgde op 17 november en in december werd de plaat uitgebracht in Oceanië en Japan.

## Achtergrond
"How You Gonna See Me Now" is geschreven door Cooper in samenwerking met Dick Wagner en Bernie Taupin, die voornamelijk bekend was als tekstschrijver voor Elton John. Het is een atypisch nummer in de catalogus van Cooper; normaal gesproken vallen zijn nummers binnen het shockrockgenre, maar dit is een rustige ballad waarin de piano een belangrijke rol speelt. Cooper schreef het nummer nadat hij uit het ziekenhuis kwam, waar hij enige tijd verbleef vanwege zijn overmatige drankgebruik. Opeens bedacht hij zich dat zijn vrouw hem voor het eerst totaal nuchter zou zien als hij het ziekenhuis zou verlaten, en hij was bang dat zij hem zo niet leuk zou vinden.
In de videoclip van "How You Gonna See Me Now" is Cooper te zien terwijl hij in een cel zit, wachtend op zijn vertrek uit het ziekenhuis, en de tekst van het nummer schrijft. Hij stuurt deze tekst als brief naar zijn vrouw, die op hetzelfde moment thuis het gezin aan het verzorgen is. Wanneer zij deze brief ontvangt, draait zij helemaal door en wordt zelf meegenomen door een ambulance op het moment dat Cooper thuiskomt. In Nederland werd de videoclip destijds op televisie uitgezonden door het popprogramma AVRO's Toppop en de televisie versie  van de TROS Top 50.
De plaat werd maar in een paar landen een hit. In de Verenigde Staten, Cooper's thuisland, bereikte de plaat de 12e positie in de Billboard Hot 100, terwijl de plaat in het Verenigd Koninkrijk niet verder kwam dan een bescheiden 61e positie in de UK Singles Chart. In Canada werd de 16e positie bereikt, in Australië de 9e en in Nieuw-Zeeland de 19e. 
Opvallend genoeg werd de plaat wél een grote hit in het Nederlandse taalgebied. 
In Nederland was de plaat op donderdag 4 januari 1979 TROS Paradeplaat en een dag later, op vrijdagavond 5 januari, Veronica Alarmschijf op Hilversum 3 en werd mede hierdoor een gigantische hit in de destijds drie hitlijsten op de nationale publieke popzender. De plaat bereikte de 7e positie in zowel de Nederlandse Top 40 als de TROS Top 50. In de Nationale Hitparade werd de 9e positie bereikt. In de Europese hitlijst op Hilversum 3, de TROS Europarade, werd de 10e positie bereikt.
In België bereikte de plaat de 5e positie in de voorloper van  de Vlaamse Ultratop 50 en de 6e positie in de Vlaamse Radio 2 Top 30. 
Ondanks het succes van deze single, heeft Cooper "How You Gonna See Me Now" niet meer live gezongen sinds 1980.

## Hitnoteringen

### Nederlandse Top 40
| Hitnotering: 13-01-1979 t/m 24-03-1979 | Hitnotering: 13-01-1979 t/m 24-03-1979 | Hitnotering: 13-01-1979 t/m 24-03-1979 | Hitnotering: 13-01-1979 t/m 24-03-1979 | Hitnotering: 13-01-1979 t/m 24-03-1979 | Hitnotering: 13-01-1979 t/m 24-03-1979 | Hitnotering: 13-01-1979 t/m 24-03-1979 | Hitnotering: 13-01-1979 t/m 24-03-1979 | Hitnotering: 13-01-1979 t/m 24-03-1979 | Hitnotering: 13-01-1979 t/m 24-03-1979 | Hitnotering: 13-01-1979 t/m 24-03-1979 | Hitnotering: 13-01-1979 t/m 24-03-1979 | Hitnotering: 13-01-1979 t/m 24-03-1979 |
| Week                                   | 1                                      | 2                                      | 3                                      | 4                                      | 5                                      | 6                                      | 7                                      | 8                                      | 9                                      | 10                                     | 11                                     |                                        |
| -------------------------------------- | -------------------------------------- | -------------------------------------- | -------------------------------------- | -------------------------------------- | -------------------------------------- | -------------------------------------- | -------------------------------------- | -------------------------------------- | -------------------------------------- | -------------------------------------- | -------------------------------------- | -------------------------------------- |
| Positie                                | 32                                     | 20                                     | 15                                     | 12                                     | 10                                     | 8                                      | 7                                      | 8                                      | 11                                     | 22                                     | 35                                     | uit                                    |

### Nationale Hitparade
| Hitnotering: 27-01-1979 t/m 31-03-1979 | Hitnotering: 27-01-1979 t/m 31-03-1979 | Hitnotering: 27-01-1979 t/m 31-03-1979 | Hitnotering: 27-01-1979 t/m 31-03-1979 | Hitnotering: 27-01-1979 t/m 31-03-1979 | Hitnotering: 27-01-1979 t/m 31-03-1979 | Hitnotering: 27-01-1979 t/m 31-03-1979 | Hitnotering: 27-01-1979 t/m 31-03-1979 | Hitnotering: 27-01-1979 t/m 31-03-1979 | Hitnotering: 27-01-1979 t/m 31-03-1979 | Hitnotering: 27-01-1979 t/m 31-03-1979 | Hitnotering: 27-01-1979 t/m 31-03-1979 |
| Week                                   | 1                                      | 2                                      | 3                                      | 4                                      | 5                                      | 6                                      | 7                                      | 8                                      | 9                                      | 10                                     |                                        |
| -------------------------------------- | -------------------------------------- | -------------------------------------- | -------------------------------------- | -------------------------------------- | -------------------------------------- | -------------------------------------- | -------------------------------------- | -------------------------------------- | -------------------------------------- | -------------------------------------- | -------------------------------------- |
| Positie                                | 26                                     | 13                                     | 10                                     | 9                                      | 11                                     | 12                                     | 16                                     | 18                                     | 24                                     | 41                                     | uit                                    |

### TROS Top 50
Hitnotering: 11-01-1979 t/m 22-03-1979. Hoogste notering: #7 (1 week).

### TROS Europarade
Hitnotering: 17-02-1979 t/m 24-03-1979. Hoogste notering: #10 (1 week).

### NPO Radio 2 Top 2000
| Nummer met noteringen in de NPO Radio 2 Top 2000 | '99 | '00 | '01 | '02 | '03 | '04 | '05 | '06 | '07 | '08 | '09 | '10 | '11 | '12 | '13 | '14 | '15 | '16 | '17 | '18 | '19 | '20 | '21  | '22  | '23  | '24  |
| ------------------------------------------------ | --- | --- | --- | --- | --- | --- | --- | --- | --- | --- | --- | --- | --- | --- | --- | --- | --- | --- | --- | --- | --- | --- | ---- | ---- | ---- | ---- |
| How You Gonna See Me Now                         | 142 | 136 | 91  | 128 | 168 | 132 | 166 | 289 | 170 | 163 | 414 | 248 | 368 | 711 | 626 | 603 | 807 | 708 | 654 | 789 | 953 | 923 | 1037 | 1195 | 1170 | 1201 |

1. ↑  Een vetgedrukt getal geeft de hoogste notering aan.